# Kinaza glikogen sintaze-3 beta
Kinaza glikogen sintaze -3 beta, ( eng. Glycogen synthase kinase-3 beta, GSK-3 beta) je enzim koji je kod ljudi kodiran genom GSK3B i sastoji se od dvije kinazne domene. Kod miševa, enzim je kodiran genom Gsk3b. Abnormalna regulacija i ekspresija GSK-3 beta povezana je s povećanom osjetljivošću na bipolarni poremećaj i neka druga patološka stanja, s naglaskom na mentalne i neurodegenerativne bolesti.

## Struktura
Glycogen synthase kinase 3 (GSK3) je serin-treonin kinaza koja se sastoji od tri različite izoforme; GSK3-α, GSK3-β, i jedne, puno različitije od prvih dviju -  GSK3-β2. Dok se GSK3-α može naći pretežito u astrocitama i endotelnim stanicama, GSK3-β se eksprimira u mozgu,  velikim dijelom u atrocitama i neuronima kod ljudi, a kod miševa i u endotelnim stanicama.
GSK3-ß sastoji se od dvije kinazne domene. Domena s ß-pločom nalazi se na N-terminalnom kraju (AA 25-138), dok je dio s α-uzvojnicom na C-terminalnom kraju (AA 139-349).

## Funkcije
Regulacija GSK-3 važna je za normalan razvoj, regulaciju metabolizma, rast neurona i diferencijaciju te modulaciju stanične smrti. Razlog tomu je što je prisutan u većem dijelu stanice te ima utjecaj na mnoge procese u stanici.

### Interakcija s tau proteinom
Fosforilacija  taua na specifičnom mjestu negativno regulira njegovu sposobnost vezanja i stabilizacije strukture mikrotubula. GSK3beta fosforilira i primirana i neprimirana mjesta na tau, ali samo fosforilacija na primiranim mjestima značajno smanjuje sposobnost tau-a da veže mikrotubule.
GSK3β fosforilacija Thr231 u tau, koji je primirano mjesto fosforilacije, igra ključnu ulogu u smanjenju povezanosti taua s citoskeletom.

### Wnt signalizacija
U Wnt signalizaciji GSK3B tvori multimerni kompleks s nekoliko drugih proteina i fosforilira N-terminus beta-katenina što dovodi do njegove razgradnje posredovane ubikvitinom/proteasomima.

### Interakcija s kalcineurinom (NFATC put)
Transkripcijski faktor NF-AT reagira na Ca2+-kalcineurinske signale translokacijom u jezgru, gdje sudjeluje u aktivaciji gena ranog imunološkog odgovora. Kalcineurin defosforilira konzervirane serinske ostatke u amino terminusu NF-AT, što rezultira nuklearnim uvozom. GSK-3 fosforilira konzervirane serine potrebne za nuklearni izvoz, potiče izlazak iz jezgre i time se suprotstavlja Ca2+-kalcineurinskom signaliziranju.

## Značaj GSK-3β u bolestima

### Neurodegenerativne bolesti
GSK-3β stupa u interakciju s tau, β-amiloidom (Aβ) i α-sinukleinom te je kao takav uključen u patogenezu Alzheimerove i Parkinsonove bolesti. GSK-3β regulira proizvodnju β-amiloida, a njegova toksičnost je posredovana induciranom tau fosforilacijom i degeneracijom. α-sinuklein je supstrat za GSK-3β, a njegova inhibicija sprječava Aβ-induciranu toksičnost za neurone u Parkinsonovoj bolesti.
Uočeno je da litij, koji se koristi za liječenje bipolarnih poremećaja, inhibira GSK-3β, što je ovaj enzim učinilo važnom metom za liječenje poremećaja raspoloženja.

### Dijabetes
GSK-3β je negativno reguliran inzulinom, a njegova inhibicija poboljšava djelovanje inzulina i metabolizam glukoze. GSK3β izravno fosforilira IRS1 (supstrat inzulinskog receptora 1) in vitro i in vivo na serin332 i ometa inzulinsku signalizaciju.

### Rak
Uloga GSK-3β u napredovanju raka je još uvijek nejasna. Uočeno je da inhibicija GSK-3β dovodi do aktivacije β-katenina i proliferacije stanica što u konačnici dovodi do nastanka tumora.

## Interakcije
Pokazalo se da GSK3B stupa u interakciju sa:
- KIAA1211L[13]

- AKAP11,[14]
- AXIN1,[15][16]
- AXIN2,[17][18]
- AR,[19]
- CTNNB1,[20][21]
- DNM1L,[22]
- MACF1[23]
- MUC1,[24][25]
- SMAD3[26]
- NOTCH1,[27]
- NOTCH2,[28]
- P53,[29]
- PRKAR2A,[14]
- SGK3,[30]  and
- TSC2.[15][31]